# Rebecca Handke
Rebecca Handke (* 2. Oktober 1986 in Soest) ist eine frühere deutsche Eiskunstläuferin.

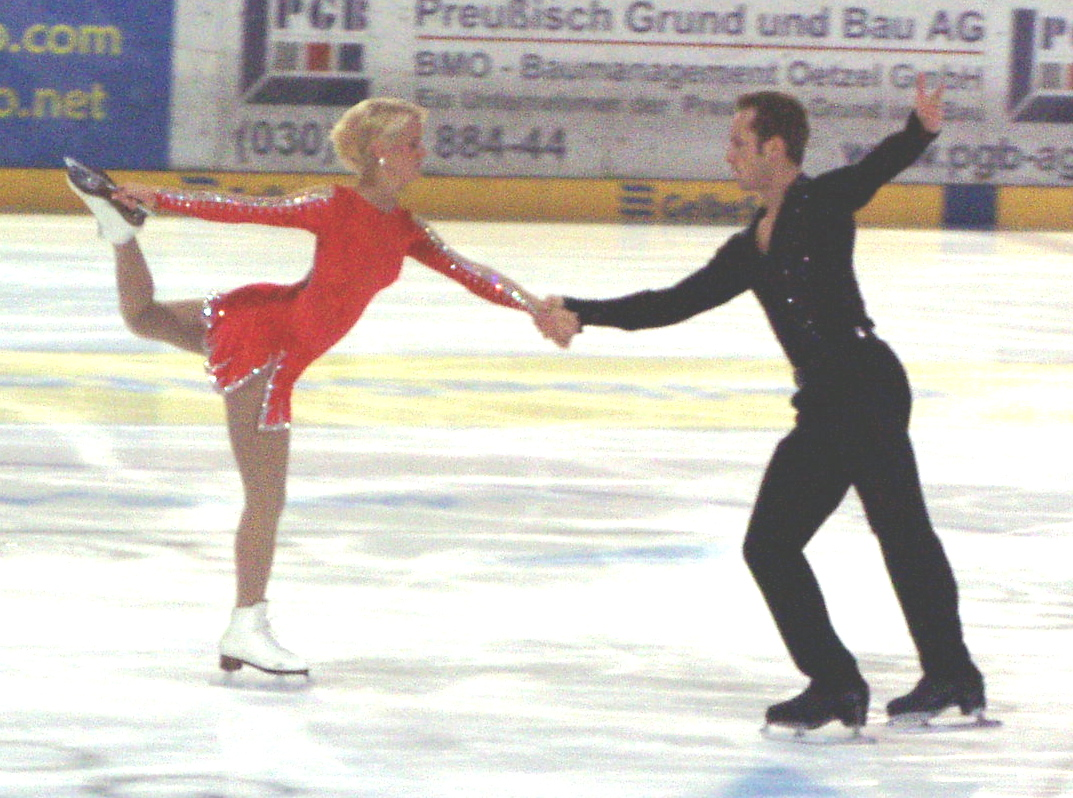
Rebecca Handke und Daniel Wende hier bei ihrer Kür bei den Deutschen Meisterschaften 2006

## Biografie
Handke startete für den SC Moehnesee als Paarläuferin zusammen mit Daniel Wende. Das Paar wurde zunächst von Julia Gnilosoubowa, seit Herbst 2004 von Knut Schubert betreut. Handke/Wende trainierten seither sowohl in Dortmund, als auch in Berlin.
Seit dem 1. Juli 2005 war Handke Sportsoldatin der Bundeswehr. Im März 2006 wurde sie wegen einer Schleimbeutelentzündung am Knie operiert.
Nach der Saison 2006/2007 trennten sich Daniel Wende und Rebecca Handke. Sie trainierte danach kurzfristig (bis Juli 2007) mit dem Kanadier Christopher Richardson. Nach Ende der Saison 2007/2008 gab Handke ihren Rücktritt vom Wettkampfsport bekannt.

## Erfolge/Ergebnisse

### Juniorenweltmeisterschaften
- 2003 – 13. Rang – Ostrava
- 2004 – 11. Rang – Den Haag
- 2005 – nach Kurzprogramm (8. Rang) aufgegeben – Kitchener
- 2006 – zurückgezogen

### Europameisterschaften
- 2004 – 10. Rang – Budapest
- 2005 – 6. Rang – Turin
- 2006 – 8. Rang – Lyon
- 2007 – 12. Rang – Warschau

### Deutsche Meisterschaften
- 2003 – 1. Rang (Junioren)
- 2004 – 4. Rang
- 2005 – 2. Rang
- 2006 – 2. Rang

### Grand-Prix-Wettbewerbe
- 2005 – 8. Rang – Trophée Eric Bompard, Paris
- 2005 – 7. Rang – Skate America, Atlantic City

### Andere Wettbewerbe
- 2003 – 4. Rang – Bofrost Cup, Gelsenkirchen